# Lissette
Lissette Álvarez Chorens (* 10. März 1947 in Lima), bekannt als Lissette ist eine kubanische Sängerin, Komponistin und Schauspielerin.
Álvarez wurde auf einer Konzertreise ihrer Eltern, der kubanischen Sänger Olga Chorens und Tony Álvarez, in Lima geboren. In Kuba nahm sie als Kind mit ihren Eltern El ratoncito Miguel auf. Später ging sie nach Puerto Rico und debütierte dort in den 1960er Jahren mit Titeln wie Poema 20, Entre las flores, Cabecita loca, Dedicado al amor, Lazos azules y rosas und Molino al viento und startete zugleich ihre Laufbahn als Schauspielerin an der Seite von René Rubiella in dem Film El derecho de comer. Mit dem Song Falsedad kam sie 1972 in die Hitlisten, und es folgten in den 1970er Jahren populäre Titel wie Martes dos de la tarde, Lo voy a dividir, Quiéreme, Soy, La extranjera, Justo yo, Tú eres esa chica enamorada, Copacabana, Te propongo und La única que amó.
In den USA gab sie Konzerte im Madison Square Garden und der Carnegie Hall und trat mit Melissa Manchester und Michel Legrand im Fernsehen auf. 1981 erschien ein Album mit eigenen Kompositionen, orchestriert von Jorge Calandrelli unter dem Titel Lissette, 1984 folgte das Album Caricaturas. 1985 wurde sie Mitglied der Gruppe Hermanos del Tercer Mundo, die sich nach dem Aufruf Bob Geldofs gegen den Hunger in der Welt einsetzte und mit Musikern wie José Feliciano, Pedro Vargas und Julio Iglesias auftrat. Im gleichen Jahr kam sie mit Eclipse total del amor auf den Ersten Platz der Hitlisten u. a. in Chile, Venezuela, Ecuador, Mexiko, der Dominikanischen Republik, Puerto Rico, Panama, Kolumbien und Uruguay.
Das Album Maniquí erschien 1987, 1989 komponierte sie mit Riccardo Cocciante den Titel Mujer. Ihre Songs wurden von Sängern wie Mirla Castellanos (“Carta a una hija”), Nydia Caro (“Alguien”), Glenn Monroig (“No es fácil verme así”), Willy Chirino (“Por dos que se aman”) und Chucho Avellanet („Cosas de casa“) gesungen. Der Titel Yo regresaré wurde für den Spielfilm Héroes de otra Patria als Filmmusik verwendet. Nach 2000 trat sie in Miami in dem Musical Song & Dance von Andrew Lloyd Webber auf.
In der Sala de Festivales Antonio Paoli des Centro de Bellas Artes in San Juan gab sie in einem Konzert einen Rückblick auf ihre musikalische Laufbahn. Die Aufnahme des Konzertes erschien 2001 auf CD und wurde von der Fundación Nacional para la Cultura Popular ausgezeichnet. In ihren eigenen Label La línea de la vida veröffentlichte sie 2005 ein englischsprachiges Album. 2007 erschien ihr Duo-Album Amarraditos mit Willy Chirino.